# Bordetella bronchiseptica
Espèce
Bordetella bronchiseptica est un bacille mobile à ciliature péritriche, capable de réduire les nitrates en nitrite (si le milieu est supplémenté en NAD) et possède une uréase très active (agit en 1 à 4 h).
Cette espèce de Bordetella est particulière car elle n'est pas exigeante : elle pousse facilement et rapidement sur gélose ordinaire (voir discussion), milieu de Mac Conkey et même sur le milieu au citrate de Simmons.
L'homme n'est qu'un hôte occasionnel pour B. bronchiseptica. Mais fréquemment rencontré en médecine vétérinaire, (syndrome toux du chenil chez les chiens) c'est aussi un saprophyte des muqueuses respiratoires d'animaux domestiques et d'animaux sauvages.